# Bandera de Pesaguero
La bandera de Pesaguero es uno de los símbolos del municipio español de Pesaguero en Cantabria, junto a su escudo. Es de paño rectangular, de proporciones 2:3, dividido verticalmente en dos franjas, una blanca junto al mástil y la otra roja.
La bandera fue adoptada en sesión plenaria extraordinaria celebrada por el ayuntamiento el día 20 de julio de 1995 siendo autorizada por el Consejo de Gobierno de Cantabria el día 6 de marzo de 1997, previo informe favorable emitido por la Real Academia de la Historia.